# 4018 Bratislava
4018 Bratislava eller 1980 YM är en asteroid i huvudbältet som upptäcktes den 30 december 1980 av den tjeckiske astronomen Antonín Mrkos vid Kleť-observatoriet i Tjeckien. Den är uppkallad efter den slovakiska huvudstaden Bratislava.
Asteroiden har en diameter på ungefär 11 kilometer.